# Дак-Крик
Дак-Крик (англ. Duck Creek) — река на юго-востоке штата Огайо, США. Приток реки Огайо. Длина составляет около 48 км.
Берёт начало на севере округа Вашингтон, к западу от деревни Лоуэр-Сайлем и примерно в 24 км к северу от города Мариетта, в виде слияния рек Ист-Форк и Уэст-Форк. Река Ист-Форк составляет около 30 км в длину, берёт начало на западе округа Монро и течёт преимущественно в южном направлении через округа Ноубл и Вашингтон. Уэст-Форк составляет около 50 км в длину, берёт начало на юго-востоке округа Гернси и течёт в южном и юго-восточном направлениях, протекая через городки Бель-Вэлли, Калдвелл, Декстер-Сити и Максбург. Сама река Дак-Крик течёт главным образом в южном направлении и впадает в Огайо в Мариетта, примерно в 5 км к востоку от центра города, между устьями рек Литл-Маскингум и Маскингум.